# كاستانيدا (كانتابريا)
بلدية كاستانيدا (بالإسبانية: Castañeda)‏، هي إحدى بلديات منطقة كانتابريا, المصنفة على أنها مقاطعة أيضاً، في شمال إسبانيا.
يبلغ عدد سكانها 1.582 نسمة وفقاً لإحصائية سنة (2002).